# Piłka nożna w Wielkiej Brytanii
Piłka nożna (ang. Football ˈfʊtbɔːl) jest najpopularniejszym sportem w Wielkiej Brytanii i zorganizowana na osobnych zasadach w każdym z czterech krajów wchodzących w skład Zjednoczonego Królestwa (Anglia, Szkocja, Walia i Irlandia Północna), z których każdy ma narodowy związek piłki nożnej odpowiedzialny za ogólne zarządzanie piłką nożną w swoim kraju. Reprezentacja Wielkiej Brytanii w piłce nożnej jest powoływana jedynie na Igrzyska Olimpijskie. W innych międzynarodowych turniejach piłkarskich kraje Wielkiej Brytanii (Anglia, Szkocja, Walia i Irlandia Północna) są reprezentowane przez własne drużyny narodowe.
Piłkarska reprezentacja Wielkiej Brytanii zdobyła trzy złote medale olimpijskie (1900, 1908, 1912).

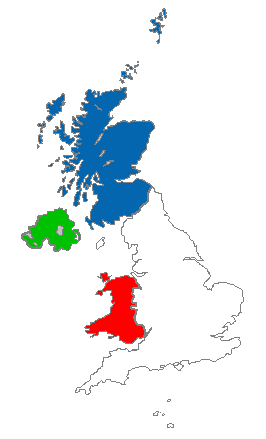
Podział Wielkiej Brytanii na związki piłki nożnej : Anglię (biały), Szkocję (granatowy), Walię (czerwony) i Irlandię Północną (zielony).

W angielskiej lidze grają najbardziej znane kluby świata, takie jak Liverpool, Manchester United, Manchester City, Nottingham Forest, Aston Villa, Chelsea, Arsenal i Tottenham Hotspur, a w szkockiej Celtic oraz Rangers.

## Historia

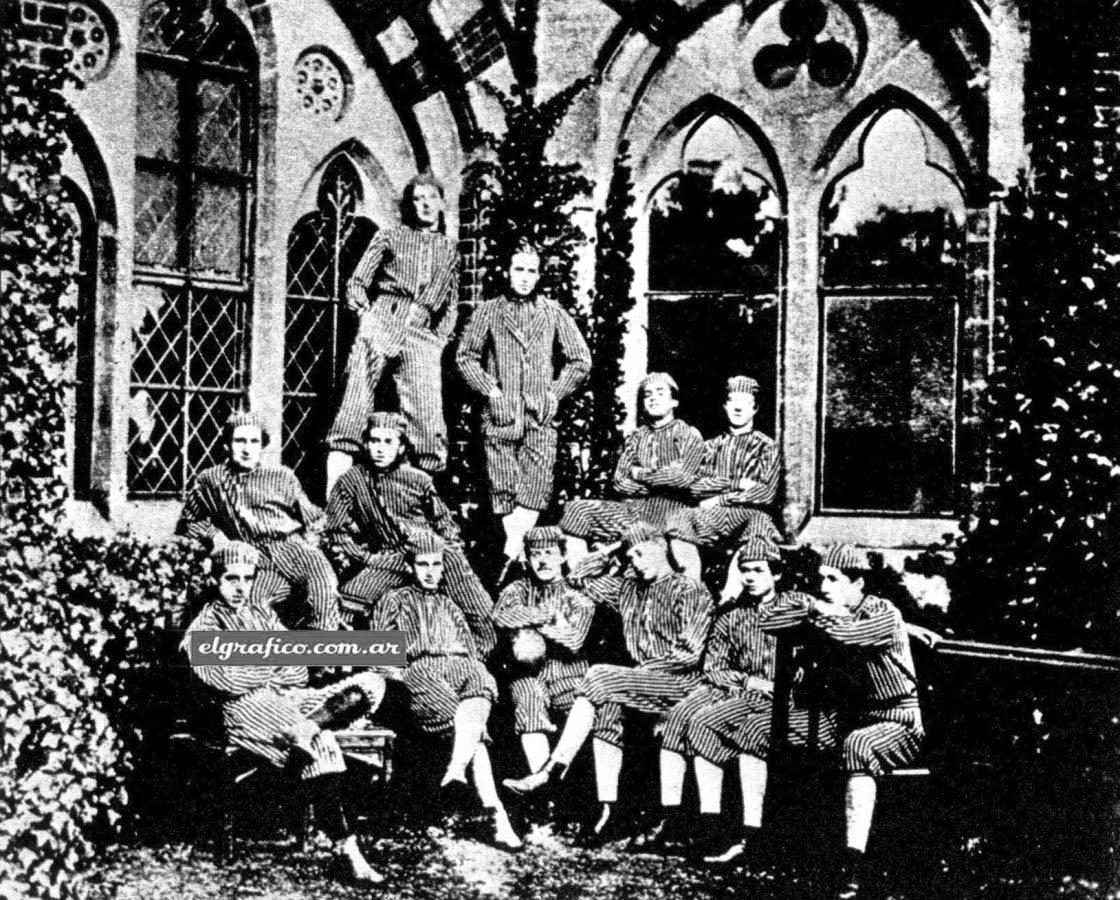
Drużyna Harrow School w 1867 r.

Piłka nożna w Wielkiej Brytanii była znana już w średniowieczu. Sport ten uprawiano na ulicach, placach miejskich, bez żadnych ograniczeń i przepisów. Podczas gier często dochodziło do wypadków, zranień, a także kalectw i śmierci. Władze lokalne, następnie specjalne edykty królewskie zabraniały gry w piłkę. W XIV wieku Anglicy tę grę nazwali football.
Pod koniec XIX wieku piłkę nożną (football) wprowadzono do programów nauczania wychowania fizycznego w szkołach. Pierwsze piłkarskie kluby na świecie powstały w Anglii przy szkołach średnich i wyższych uczelniach.
W 1863 roku odbył się zjazd przedstawicieli istniejących klubów piłkarskich w Londynie, mający na celu ustalenie i ujednolicenia przepisów gry. W 1871 roku oddzielono piłkę nożną od rugby. Wówczas rozegrano pierwsze mecze piłkarskie o Puchar Anglii. W 1888 roku utworzono ligę piłkarską i wprowadzono zawodowstwo.
Każdy z krajów Zjednoczonego Królestwa ma krajowy związek piłkarski odpowiedzialny za ogólne zarządzanie piłką nożną w swoim kraju: The Football Association (FA) jest odpowiedzialny za Anglię i został założony w 1863 roku, Scottish Football Association (SFA) został założony w 1873 roku, a następnie Football Association of Wales (FAW) w 1876 roku i Irish Football Association (IFA) w 1880 roku.

## Format rozgrywek ligowych
Istnieją oddzielne systemy klubowych lig piłkarskich dla Anglii, Szkocji, Walii i Irlandii Północnej, chociaż niektóre kluby grają poza własnym systemem, głównie ze względów logistycznych. Walia nie organizowała ligi krajowej aż do 1992 r. (chociaż ligi regionalne istniały wcześniej), co wyjaśnia, dlaczego cztery najlepsze walijskie kluby grają w systemie, który jest obecnie uważany za angielski.

## Puchary
Każdy związek piłkarski organizuje swoje rozgrywki o własny puchar narodowy, FA Cup w Anglii, Puchar Szkocji w Szkocji, Puchar Walii w Walii i Puchar Irlandii Północnej w Irlandii Północnej. Tradycyjnie te puchary były najbardziej liberalne w stosunku do tego, kogo akceptują, z wieloma drużynami spoza tego kraju (i/lub systemu ligowego). Niedawno przepisy zostały zaostrzone, a konkursy są otwarte tylko dla drużyn, które grają w systemie ligi piłkarskiej tego kraju.
Istnieje również wiele innych pucharów, które mają bardziej rygorystyczne wymagania, ale mają mniejszy prestiż, w tym Football League Cup w Anglii, Scottish League Cup w Szkocji, Welsh Premier League Cup w Walii i Irish League Cup w Irlandii Północnej. Niektóre poprzednie puchary przekroczyły nawet granice Wielkiej Brytanii, takie jak Anglo-Scottish Cup. Innym konkursem pucharowym, który przekracza granice Wielkiej Brytanii, jest obecny Champions Cup (All-Ireland), w którym biorą udział mistrzowie ligi Irlandii Północnej i Republiki Irlandii.